# Antinaco (La Rioja)
Antinaco es una pequeña localidad del departamento Famatina, en el norte de la provincia de La Rioja, Argentina.
Se encuentra ubicada al pie de la ladera occidental de la sierra de Velasco, sobre el lateral oriental del valle Antinaco Los Colorados. Se accede desde la ruta nacional 40, por un camino provincial de unos 14 km. cuyo recorrido finaliza en la localidad.
La localidad cuenta con un centro de atención primaria en salud y una escuela de nivel inicial de carácter rural.

## Población
Cuenta con 102 habitantes (Indec, 2010), lo que representa un incremento del 15% frente a los 89 habitantes (Indec, 2001) del censo anterior.
| Gráfica de evolución demográfica de Antinaco entre 1991 y 2010 |
|                                                                |
| Fuente: Censos nacionales del INDEC                            |

## Actividades económicas
A diferencia de la mayoría de las localidades del departamento Famatina y básicamente por su relativa distancia al cerro Famatina, la economía y el desarrollo de la comunidad no están relacionados con las actividades mineras extractivas, sino que la región está caracterizada por la producción agrícola en pequeña escala, básicamente vides, nogales, hortalizas y frutales.

## Sismicidad
La sismicidad de la región de La Rioja es frecuente y de intensidad baja, y un silencio sísmico de terremotos medios a graves cada 30 años en áreas aleatorias.